# Alan Kernaghan
Alan Nigel Kernaghan (Otley, 25 april 1967) is een Iers voormalig profvoetballer die werd geboren in Engeland. Hij was een centrale verdediger en speelde clubvoetbal in Engeland en Schotland. In 1994 nam hij met het Iers voetbalelftal deel aan het WK in de Verenigde Staten.
Kernaghan heeft diabetes mellitus (suikerziekte type 1).

## Clubcarrière
Kernaghan, die werd geboren in de regio rond Leeds, begon zijn loopbaan bij het Engelse Middlesbrough en maakte daar onder het bewind van de Schotse manager Bruce Rioch liefst twee promoties in drie jaar tijd mee, helemaal vanuit de Football League Third Division. Kernaghan was onmisbaar aan Teesside en werd aanvoerder. In 1991 werd hij even uitgeleend aan de toenmalige First Division-club Charlton Athletic.
Kernaghan was met Middlesbrough stichtend lid van de nieuwe commerciële Premier League, maar de aanvoerder degradeerde met de troepen direct uit die Premier League als eenentwintigste in de klassering – oftewel men besloot het seizoen 1992/93 als voorlaatste. Kernaghan verhuisde daarop naar Manchester City, dat wel nog in de Premier League mocht uitkomen. Desniettegenstaande presteerden de Citizens ondergemiddeld en lang niet op een niveau zoals vanaf de jaren 2010. In 1996 resulteerde matig spel in een degradatie naar de Football League First Division.
Kernaghan werd door Manchester City drie maal uitgeleend; aan Bolton Wanderers, Bradford City en het Schotse St. Johnstone. Kernaghan speelde uiteindelijk 63 wedstrijden voor Manchester City (één doelpunt). Bij die laatste club, St. Johnstone, bleef de centrale verdediger in 1997 permanent aan boord, waarna hij zijn carrière ook definitief in Schotland voortzette. De laatste negen jaar van zijn loopbaan verbleef hij in Schotland, achtereenvolgens met St. Johnstone, Brechin City, Clyde, Livingston, Falkirk en Dundee. In de laatste fase van zijn loopbaan nam hij de rol van speler-manager aan bij Clyde en Dundee. In 2006 stopte Kernaghan als speler.

## Interlandcarrière
Alan Kernaghan speelde 22 interlands in het Iers voetbalelftal en werd door de legendarische Engelse bondscoach van Ierland, Jack Charlton, opgeroepen voor het WK voetbal 1994 in de Verenigde Staten. Ierland haalde de achtste finales en werd gewipt door Oranje.

### Interlanddoelpunten
| #  | Datum           | Plaats                 | Tegenstander | Uitslag | Competitie                |
| -- | --------------- | ---------------------- | ------------ | ------- | ------------------------- |
| 1. | 9 augustus 1993 | Lansdowne Road, Dublin | Litouwen     | 2–0     | UEFA-kwalificatie WK 1994 |